# Instituto Judicial de la OMPI
El Instituto Judicial de la OMPI se creó en 2019 para coordinar y dirigir la labor de la OMPI con instituciones judiciales nacionales y regionales. Esta labor incluye convocar a reuniones internacionales entre jueces, la implementación de actividades de desarrollo de capacidades, la producción de recursos y publicaciones para uso de los jueces y la administración de la base de datos WIPO Lex, que proporciona acceso público gratuito a leyes depropiedad intelectual, tratados y sentencias de todo el mundo. La OMPI también ha establecido una Junta Asesora de Jueces, que para el periodo 2023-2024 está integrado por 9 miembros. 

## Las judicaturas en el ecosistema de la propiedad intelectual
Los tribunales nacionales y regionales tienen la tarea de proteger y hacer cumplir los derechos de propiedad intelectual conforme a la legislación nacional aplicable, tal como expresa el Profesor Reto M. Hilty: “sin una aplicación efectiva, los derechos de propiedad intelectual no son más que cáscaras vacías ”.  El Acuerdo sobre los Aspectos de los Derechos de Propiedad Intelectual relacionados con el Comercio (Acuerdo sobre los ADPIC) de la Organización Mundial del Comercio (OMC) incluye un reconocimiento de que la observancia de los derechos de propiedad intelectual debe contribuir a la promoción de la innovación de una manera que favorezca el bienestar social y económico.  La propiedad intelectual presenta desafíos para la resolución judicial, tanto por su complejidad técnica como por sus implicaciones sociales significativas, como lo demuestra el continuo crecimiento de las solicitudes de PI en todo el mundo y los avances descritos por el profesor Jacques de Werra como una “tendencia perceptible hacia la especialización o centralización de ciertos tipos de disputas de propiedad intelectual”.    

## Diálogo judicial internacional
Las reuniones internacionales para jueces del Instituto Judicial de la OMPI reúnen a cientos de jueces de todos los continentes para discutir cuestiones y problemas que surgen comúnmente en la resolución de disputas de propiedad intelectual. Estas reuniones están abiertas a miembros de los poderes judiciales nacionales y regionales, así como a órganos cuasijudiciales que manejan disputas de propiedad intelectual, como las Juntas de Apelación de las Oficinas de Propiedad Intelectual de algunas jurisdicciones. El objetivo de las reuniones es permitir el intercambio de información y experiencias, conocer los enfoques de los diferentes países y reconocer las diferencias entre los sistemas legales y judiciales de cada país.
El evento principal del instituto es el Foro Anual de Jueces de Propiedad Intelectual de la OMPI, que se celebra en noviembre de cada año. En 2020, el Foro contó con la participación de aproximadamente 400 jueces de 89 tribunales nacionales y regionales.   También en 2020, durante la pandemia de COVID-19, se estableció una serie de seminarios web de la OMPI para jueces. En 2023, asistieron 360 jueces de 101 países y cuatro cortes regionales.La edición de 2024 se llevará a cabo el 9 y 10 de octubre de 2024.
Los beneficios de un enfoque abierto al diálogo judicial transnacional han sido descritos por diversos juristas y académicos.      El juez Stephen Breyer de la Corte Suprema de los Estados Unidos ha observado que, aunque los tribunales aplican sus leyes, las experiencias de los tribunales de otros países pueden “arrojar una luz empírica sobre las consecuencias de diferentes soluciones a un problema legal común”.  Más recientemente, Zhou Qiang, presidente de la Corte Suprema Popular de China ha abogado por el fortalecimiento de los intercambios y la cooperación judiciales internacionales en el ámbito del derecho de propiedad intelectual. 

## Desarrollo de capacidades en el ámbito judicial
El Instituto colabora con autoridades judiciales nacionales y regionales para ofrecer actividades de desarrollo de capacidades para los jueces. Las actividades de desarrollo de capacidades adoptan distintas formas, según las necesidades e intereses del país, así como del contexto jurídico, económico y social nacional específico.     Estas incluyen actividades nacionales y regionales sobre temas específicos; programas de educación judicial continua para introducir módulos de propiedad intelectual en la capacitación estándar brindada a los jueces, nuevos y en funciones, por parte las autoridades nacionales; una clase magistral anual sobre adjudicación de propiedad intelectual para jueces experimentados en dicha materia, que se lleva a cabo en colaboración con un tribunal nacional, tal como sucedió en 2019 con el Tribunal de Apelaciones de los Estados Unidos para el Circuito Federal; y la incorporación del Curso de aprendizaje a distancia de la Academia de la OMPI sobre propiedad intelectual para jueces.   

## Publicaciones
El Instituto produce recursos y publicaciones para apoyar a los jueces en la resolución de disputas de propiedad intelectual. En 2019, la OMPI y la Conferencia de La Haya de Derecho Internacional Privado (HCCH) publicaron conjuntamente “Cuando el derecho internacional privado se encuentra con el derecho de propiedad intelectual: una guía para jueces”, que examina cómo funciona el derecho internacional privado en materia de propiedad intelectual.  En 2021, la OMPI y la HCCH lanzaron una encuesta para identificar cuestiones reales y prácticas de derecho internacional privado en disputas de propiedad intelectual, a saber, en el establecimiento de la jurisdicción judicial, la determinación y aplicación de la ley aplicable, el reconocimiento o ejecución de sentencias extranjeras relacionadas con la propiedad intelectual y, cuando sea pertinente, la cooperación administrativa y judicial.
El instituto también ha lanzado una serie de “Colección de las sentencias principales sobre derechos de propiedad intelectual”. El primer volumen se publicó en colaboración con el Tribunal Popular Supremo de China en 2019 en inglés y chino.  En 2023, le siguió la colección de sentencias de la Organización Africana de la Propiedad Intelectual (OAPI).
El instituto también supervisa la base de datos WIPO Lex, que proporciona acceso abierto y gratuito a decenas de miles de documentos jurídicos nacionales, regionales e internacionales relacionados con la propiedad intelectual, incluidos tratados, leyes y decisiones judiciales importantes, así como información sobre sistemas judiciales seleccionados por los Estados miembros.  En 2020 se añadió a la base de datos una nueva colección de sentencias de todo el mundo, denominada WIPO Lex-Judgments. 